# Bataille de Sellasie
Guerre de Cléomène (229/228-222 av. J.-C.)
La  bataille de Sellasie ou bataille de Sellasia oppose en 222 av. J.-C. les armées d'Antigone III Doson, roi de Macédoine, à celles de Cléomène III, roi de Sparte, dans le contexte de la guerre cléoménique. Cléomène III ambitionne en effet de rétablir l'hégémonie spartiate dans le Péloponnèse et doit faire face à la Ligue achéenne qui obtient le soutien de la Macédoine. Les forces spartiates sont écrasées et Cléomène doit s'enfuir en Égypte. Cette bataille marque la fin de l'indépendance de Sparte.

## Antigone III Doson et la ligue hellénique contre Cléomène III

Principales batailles de la guerre de Cléomène.

Parvenu au pouvoir en 235, à la mort de son père Léonidas II, Cléomène III entreprend une ambitieuse politique de restauration de la puissance spartiate par un retour à la tradition politique légendaire de Lycurgue. Il diminue ainsi le pouvoir des éphores pour augmenter celui des deux rois traditionnels : comme collègue à la royauté, il se donne son frère Eucleidas. De façon plus significative, dans le souci d'élargir le réservoir démographique de l'armée spartiate, il étend la citoyenneté, procède pour ce faire à des distributions de terre (la possession du kleros, le lopin de terre civique, étant une condition nécessaire de la citoyenneté), décide l'annulation des dettes et, enfin, restaure dans toute sa rigueur l'éducation d'État destinée aux jeunes garçons.
Ces mesures inquiètent les partis oligarchiques de cités voisines de Sparte, qui ne sont pas loin de les considérer comme révolutionnaires. Cette inquiétude se fait rapidement d'autant plus grande que Cléomène mène une politique d'expansion agressive dans le Péloponnèse : entre 227 et 226, Cléomène remporte plusieurs victoires décisives contre la Ligue achéenne, et prend en particulier le contrôle de la place stratégique de Corinthe, mais aussi d'Argos et de Phlionte. Le chef achéen Aratos, dont la cité natale Sicyone se trouve elle-même menacée par l'armée spartiate, n'a bientôt d'autre choix que d'entrer en contact avec l'ennemi héréditaire macédonien pour solliciter son concours.
Le roi de Macédoine Antigone III Doson répond d'autant plus favorablement à l'invitation qu'elle lui fournit l'occasion de regagner une influence perdue dans le Péloponnèse depuis près de deux décennies. Il constitue en 224 avec les Achéens, les Béotiens, les Thessaliens et les Acarnaniens une nouvelle Ligue hellénique, dont il se fait nommer le chef (hégémon) à vie, et entre en campagne contre Sparte. Cette dernière est soutenue par l'Égypte lagide de Ptolémée III, alliée traditionnelle des puissances péloponnésiennes opposées à la Macédoine : il a  ainsi soutenu la Ligue achéenne tant que celle-ci a constitué un obstacle aux ambitions macédoniennes, et transfère donc son soutien financier à Sparte lorsque les Achéens rejoignent les rangs de l'alliance voulue par Antigone.
En 224, Sparte tient toujours l'isthme de Corinthe et parvient ainsi à prévenir l'invasion du Péloponnèse par l'armée alliée supérieure en nombre. Mais la révolte d'Argos sur ses arrières contraint Cléomène à abandonner ses positions pour aller réprimer la sédition. L'armée macédonienne peut ainsi prendre pied dans le Péloponnèse : Antigone chasse les Spartiates d'Argos, prend Orchomène et Mantinée, avant d'hiverner à Sicyone. Pendant les deux années suivantes, les belligérants mènent des actions de faible envergure en évitant la confrontation directe. En 223, toutefois, Cléomène prend et rase Mégalopolis, revenant ainsi à des pratiques militaires qui ont disparu de Grèce depuis le début du IIIe siècle av. J.-C.
En 222, Ptolémée III cesse de soutenir financièrement Cléomène et celui-ci doit se résoudre à affronter les Macédoniens et leurs alliés qui s'apprêtent à envahir la Laconie. Il cherche à compenser son infériorité numérique en choisissant le champ de bataille : il dispose son armée en travers d'une passe étroite, flanquée de deux collines, près de la cité de Sellasie sur les bords de l'Oinous. Voyant la supériorité des positions spartiates, Antigone hésite d'abord à livrer bataille et préfère faire camper son armée derrière le ruisseau Gorgylos. Après plusieurs jours de tergiversation, il se décide néanmoins à combattre.

## Forces en présence
Cléomène III dispose de 20 000 fantassins, composés d'hoplites spartiates et de périèques, et d'environ 650 cavaliers. La phalange spartiate, sous le commandement personnel de Cléomène, est rangée sur la colline de droite, surnommée Olympe, soutenue par un corps d'infanterie légère mercenaire. Les troupes alliées de Sparte et la phalange périèque occupent sous le commandement d'Eucleidas l'autre colline, l'Évas, sur l'aile gauche. Le centre est composé de la cavalerie spartiate, soutenue par d'autres fantassins légers mercenaires. Cléomène espère probablement que sa position tactique supérieure compensera son infériorité numérique : il a fait creuser un fossé et élever une palissade sur tout le long de sa ligne de front.
Antigone III Doson, de son côté, peut compter sur une force supérieure, dont le total avoisine 30 000 hommes. Pour la première fois depuis le début du IIIe siècle av. J.-C., la Macédoine aligne dans cette campagne une armée nationale qui n'est pas seulement formée de mercenaires, les Macédoniens représentant à eux seuls environ 20 000 hommes. Les alliés de la Ligue hellénique lui fournissent d'importants contingents, notamment de cavalerie, soit 3 000 Achéens et 1 000 Mégalopolitains ; on compte également des contingents d'Agrianes, de Celtes et 1 600 Illyriens commandés par Démétrios de Pharos.
Antigone place la phalange macédonienne face à la phalange spartiate sur l'Olympe, en doublant les rangs (soit 32 rangs). Il dispose un écran d'infanterie mercenaire légère en avant de la phalange. Sa cavalerie, un mélange de Macédoniens, d'Achéens (commandés par Philopoimen), de Béotiens et de mercenaires sous le commandement d'Alexandre, est placée face à la cavalerie spartiate au centre, soutenue par un corps d'infanterie de réserve de 2 000 Achéens et Mégalopolitains. L'aile droite macédonienne, qui fait face à l'Évas dont les pentes sont fortes, n'est pas formée en phalange, mais de façon plus souple pour faciliter leur progression sur ce terrain difficile. C'est là que se tiennent aussi les troupes illyriennes.

## Déroulement de la bataille

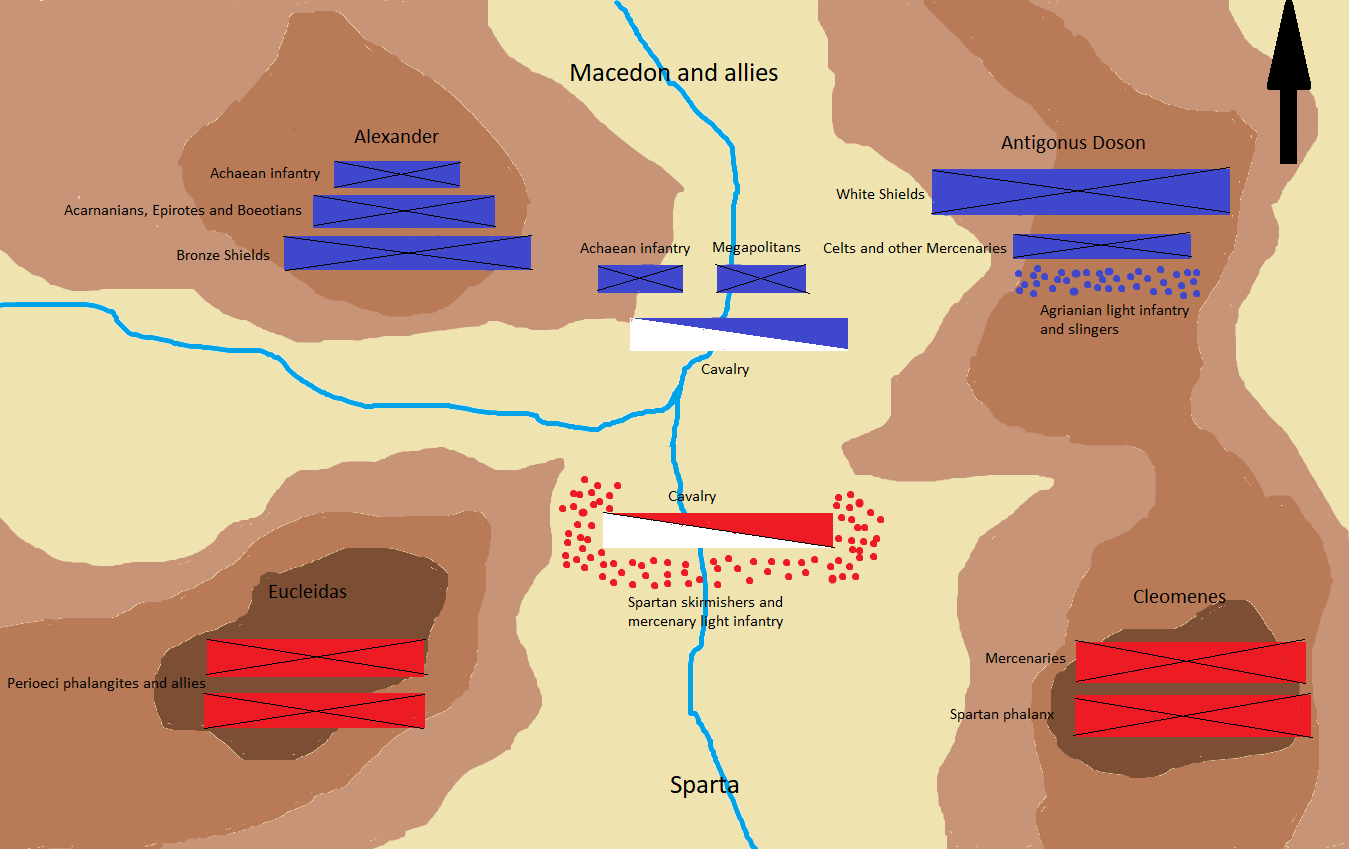
Dispositif initial des armées.

La bataille commence avec l'attaque de l'aile droite macédonienne sur l'Évas, avec l'infanterie légère suivie de l'infanterie lourde. Elle est alors attaquée sur ses arrières par la cavalerie mercenaire des Spartiates, sans que la cavalerie macédonienne réagisse. Après avoir vainement exhorté Alexandre à attaquer, Philopoimen prend l'initiative et mène une charge des Achéens contre la cavalerie spartiate. Cette contre-attaque force les mercenaires spartiates à revenir défendre le reste de la cavalerie et permet la continuation de l'attaque macédonienne sur le flanc droit. Eucleidas, frère de Cléomène III, laisse se développer cette attaque sans essayer de l'arrêter avant qu'elle n'atteigne le sommet, si bien qu'il s'en trouve délogé et doit battre en retraite en perdant l'avantage du terrain : ses forces sont alors massacrées tandis qu'Eucleidas trouve la mort.
Sur l'Olympe, l'engagement débute par les unités d'infanterie légère qui ne parviennent pas à faire la décision. Voyant que, parallèlement, son frère est mis en déroute, et que sa cavalerie n'est pas en meilleure posture, Cléomène tente alors de trouver le salut dans l'attaque et quitte ses retranchements pour se porter au-devant de la phalange macédonienne. Il parvient seulement à la faire pivoter sans briser son unité, et l'avantage du nombre finit par permettre aux Macédoniens de l'emporter. Constatant sa défaite, Cléomène s'enfuit avec quelques cavaliers. Il parvient à gagner le port de Gytheion d'où il embarque pour trouver refuge auprès de son protecteur Ptolémée III à Alexandrie.
Les Spartiates subissent une grave défaite : ils ont perdu 5 000 hommes alors que les Macédoniens et leurs alliés n'ont perdu que 1 200 hommes.

## Conséquences
Antigone III Doson s'empare de Sparte qui pour la première de son histoire tombe aux mains de l'ennemi. Il fait restaurer l'ordre antérieur aux réformes de Cléomène III. Il contraint Sparte à entrer dans la Ligue achéenne et dans la Ligue hellénique. Il ne se montre pas toutefois aussi dur que Cléomène l'a été vis-à-vis de Mégalopolis. Il doit également rentrer précipitamment en Macédoine en raison d'une invasion dardanienne.
La victoire de Sellasie consacre le rétablissement de l'influence macédonienne dans le Péloponnèse et le succès de la politique militaire et diplomatique d'Antigone III Doson qui, avec la Ligue hellénique, a su constituer une coalition au service des intérêts macédoniens.

## Sources antiques
- Pausanias, Description de la Grèce [détail des éditions] [lire en ligne], II, 9, 2   III, 10, 7 ; IV, 29, 9 ; VII, 7, 4 ; VIII, 49, 5.
- Plutarque, Vies parallèles [détail des éditions] [lire en ligne], Vie d'Agis et Cléomène; Vie de Philopoimen, 6.
- Polybe, Histoires [détail des éditions] [lire en ligne], II.